# نموذج نيس للكواكب الخمسة
نموذج نيس للكواكب الخمسة (بالإنجليزية: Five-planet Nice Model)‏ هو نموذج مشتق من نموذج نيس، يبدأ بافتراض تشكل خمسة كواكب عملاقة في مجموعتنا الشمسية، فيفترض النموذج تشكل كوكب ثلجي عملاق بالإضافة إلى العمالقة الأربعة الموجودة حاليًا في المجموعة الشمسية، ما يسبب تأثر الحركة المتوسطة لكل كوكب بجاذبية الآخر في حلقة من الرنين المداري. مرت هذه الكواكب الخمسة، بعد كسر حلقة الرنين المداري، بفترة من ظاهرة الهجرة الكوكبية بفعل جاذبية الكواكب المصغرة المحيطة بها آنذاك، ثم بدأت مرحلة من عدم الاستقرار بمدارات هذه الكواكب الخمسة مع وقوع عدد من المواجهات الثقالية بين الكواكب وبعضها تمامًا كما هو مُفترَض بنموذج نيس الأصلي. شُتت مدار الكوكب العملاق الخامس، أثناء مرحلة عدم الاستقرار تلك، حتى انحرف مداره للداخل متقاطعًا مع مدار كوكب المشتري، ثم خرج من المجموعة الشمسية عقب مروره ومواجهته مع المشتري. افتُرض وجود خمسة كواكب عملاقة بالمجموعة الشمسية في الفترات الأولى منها عام 2011 بعدما أشارت بعض النماذج العددية إلى أن هذا الافتراض هو الأقرب للصحة بالنسبة للوضع الحالي الذي تشكلت عليه المجموعة الشمسية.

## نموذج نيس للكواكب الخمسة
يعتبر هذا النموذج نسخةً من نموذج نيس مؤلفةً من خمسة كواكب نتج عنها وقوع حالة من عدم الاستقرار في الفترات الأولى للمجموعة الشمسية، وهو ما ساهم في تشكيل المجموعة الشمسية في وضعها الحالي. يشير عدد من الدراسات الحديثة إلى أن حالة عدم الاستقرار في مدارات الكواكب العمالقة حدثت في الفترات المبكرة من المجموعة الشمسية، على الرغم من اعتقاد العلماء في الماضي أن هذه الحالة مرتبطة بفترة القصف الشديد المتأخر. يعتقد العلماء أنه من الممكن للكواكب العملاقة أن تكون قد مرت بحلقة أخرى من الرنين المداري أثناء بداية تشكل المجموعة الشمسية.
انتهت مرحلة تشكل المجموعة الشمسية من السديم المكون لها بكوكبي المشتري وزحل، مع ثلاثة كواكب ثلجية عملاقة أخرى في حلقة من الرنين المداري بنسب 3:2، و3:2، و2:1، و3:2 مع نصف قطر للمحور الرئيس يتراوح بين 5.5 إلى 20 وحدةً فلكية. امتد قرص كثيف من مدارات الكواكب المصغرة وراء هذه الكواكب العملاقة، على مسافة 24 إلى 30 وحدةً فلكية. اضطربت حركة الكواكب المصغرة داخل هذا القرص الكثيف بسبب التفاعلات الثقالية بين بعضها البعض، ما سبب زيادة في قيم الميل المداري والاختلاف المداري لمداراتها. واتسع هذا القرص بسبب هذا التغير الواقع بمدارات الكواكب المصغرة إلى أن أصبحت حافته الداخلية عند مدارات الكواكب العملاقة. نتج عن الاصطدامات الواقعة -بين الكواكب المصغرة وبعضها في القرص الخارجي- بقايا حطامية ظلت تصطدم ببعضها حتى تحولت إلى بقايا غبارية. اندفعت هذه البقايا الغبارية أيضًا إلى الداخل باتجاه مدارات الكواكب العملاقة بفعل قوى السحب الناتجة عن ظاهرة بوينتنج روبرتسون حتى وصلت في النهاية عند مدار كوكب نبتون. سمحت التفاعلات الثقالية التي حدثت بسبب هذه البقايا الغبارية -أو الكواكب المصغرة بالحافة الداخلية للقرص- للكواكب العملاقة أن تكسر حلقة الرنين المداري وتتحرر منها منذ 10 ملايين عام تقريبًا بعد تبدد القرص الغازي للمجموعة الشمسية.
مرت الكواكب العملاقة بعد ذلك بفترة من الهجرة الكوكبية بفعل الكواكب المصغرة بسبب المواجهة وتبادل الزخم الزاوي مع الأعداد المتزايدة من هذه الكواكب المصغرة. وكانت المحصلة هي تحرك الكواكب المصغرة إلى الداخل مع تحرك كوكب نبتون إلى الخارج خلال هذه المواجهات، وحدث هذا نتيجة لعودة أغلب الكواكب المصغرة المندفعة للخارج لتواجه الكواكب العملاقة مرةً أخرى، مع بقاء بعض الكواكب المندفعة للداخل التي لم تتمكن من الإفلات بعد مواجهتها مع جاذبية كوكب أورانوس. حدثت عملية مشابهة مع كوكب أورانوس والكوكب الثلجي العملاق الخامس وكوكب زحل، إذ نتج عنها هجرة هذه الكواكب للخارج مع اندفاع الكواكب المصغرة الموجودة عند الحزام الخارجي للداخل باتجاه كوكب المشتري. وكان المشتري يطرد أغلب هذه الكواكب المصغرة من المجموعة الشمسية، بخلاف بقية الكواكب العملاقة، وهو ما يجعل هجرته الكوكبيه تتجه للداخل. أدت هذه الهجرة الكوكبية المتشعبة للكواكب العملاقة -بعد 10 ملايين عام- إلى وقوع عدة حالات من العبور الرنيني خلال مدارات هذه الكواكب، ما سبب زيادة في الاختلاف المداري بمداراتها مع إحداث حالة من عدم الاستقرار بالنظام الكوكبي عندما كان كوكب نبتون على مسافة 28 وحدة فلكية من الشمس تقريبًا.
خرج هذا الكوكب الثلجي العملاق من المجموعة الشمسية خلال فترة عدم الاستقرار تلك. دخل مدار هذا الكوكب في مسار متقاطع مع مدار كوكب زحل بعد زيادة الاختلاف المداري، ثم اندفع للداخل بفعل جاذبية كوكب زحل ليتقاطع مداره في النهاية مع مدار كوكب المشتري. أدت المواجهات الثقالية المتكررة مع هذا العملاق الثلجي إلى حدوث قفزات في قيمة نصف المحور الرئيس لمداري كوكب المشتري وكوكب زحل، ما سبب انفصالًا تدريجيًا لهذين الكوكبين عن مدارهما مع زيادة النسبة بين الفترة المدارية لكل منهما إلى أن تعدت 2.3. حدثت مواجهات أخرى أيضًا لهذا العملاق الثلجي مع كوكب أورانوس وكوكب نبتون بالإضافة إلى عبوره بأجزاء من حزام الكويكبات؛ بسبب زيادة الاختلاف المداري ونصف قطر المحور الرئيس لمداره بعد هذه المواجهات. خرج هذا العملاق الثلجي من المجموعة الشمسية، بعد 10000 إلى 100000 سنة، عقب إحدى مواجهاته مع كوكب المشتري؛ فأصبح كوكبًا مارقًا. بدأت هجرة بقية الكواكب بعد ذلك في الانخفاض تدريجيًا واقتربت ببطء من مداراتها النهائية بسبب زوال جزء كبير من قرص الأجرام المصغرة الباقي عند مداراتها.

## أسماء مقترحة
وفقًا لعالم الفلك ديفيد نيسفورني، اقترح بعض زملائه عدة أسماء لهذا الكوكب الافتراضي الخامس: هاديس على اسم إله العالم السفلي عند الإغريق، أو لايبر على اسم إله الخمر الروماني وهو نسيب الإله ديونيسوس وباخوس أيضًا، أو ميفايتس على اسم إلهة الغازات السامة الرومانية. اقتُرحت أيضًا تسمية هذا الكوكب باسم «شيء 1» من كتاب الأطفال القط ذو القبعة للروائي دكتور سوس.

## وصلات خارجية
1. ↑  Nesvorný، David (2011). "Young Solar System's Fifth Giant Planet?". The Astrophysical Journal Letters. ج. 742 ع. 2: L22. arXiv:1109.2949. Bibcode:2011ApJ...742L..22N. DOI:10.1088/2041-8205/742/2/L22.
2. ↑  Kaib، Nathan A.؛ Chambers، John E. (2016). "The fragility of the terrestrial planets during a giant-planet instability". Monthly Notices of the Royal Astronomical Society. ج. 455 ع. 4: 3561–3569. arXiv:1510.08448. Bibcode:2016MNRAS.455.3561K. DOI:10.1093/mnras/stv2554. مؤرشف من الأصل في 2016-11-18.
3. ↑  Nesvorny، David؛ Parker، Joel؛ Vokrouhlicky، David (2018). "Bi-lobed Shape of Comet 67P from a Collapsed Binary". The Astronomical Journal. ج. 155 ع. 6: 246. arXiv:1804.08735. Bibcode:2018AJ....155..246N. DOI:10.3847/1538-3881/aac01f.{{استشهاد بدورية محكمة}}:  صيانة الاستشهاد: دوي مجاني غير معلم (link)
4. ↑  Nesvorný، David؛ Vokrouhlický، David؛ Bottke، William F.؛ Levison، Harold F. (2018). "Evidence for very early migration of the Solar System planets from the Patroclus–Menoetius binary Jupiter Trojan". Nature Astronomy. ج. 2 ع. 11: 878–882. arXiv:1809.04007. DOI:10.1038/s41550-018-0564-3.
5. ↑  Quarles، Billy؛ Kaib، Nathan (2019). "Instabilities in the Early Solar System due to a Self-gravitating Disk". The Astronomical Journal. ج. 157 ع. 2: 67. arXiv:1812.08710. Bibcode:2019AJ....157...67Q. DOI:10.3847/1538-3881/aafa71.{{استشهاد بدورية محكمة}}:  صيانة الاستشهاد: دوي مجاني غير معلم (link)
6. ↑  Deienno، Rogerio؛ Morbidelli، Alessandro؛ Gomes، Rodney S.؛ Nesvorny، David (2017). "Constraining the giant planets' initial configuration from their evolution: implications for the timing of the planetary instability". The Astronomical Journal. ج. 153 ع. 4: 153. arXiv:1702.02094. Bibcode:2017AJ....153..153D. DOI:10.3847/1538-3881/aa5eaa.{{استشهاد بدورية محكمة}}:  صيانة الاستشهاد: دوي مجاني غير معلم (link)
7. ↑  Reyes-Ruiz، M.؛ Aceves، H.؛ Chavez، C. E. (2015). "Stability of the Outer Planets in Multiresonant Configurations with a Self-gravitating Planetesimal Disk". The Astrophysical Journal. ج. 804 ع. 2: 91. arXiv:1406.2341. Bibcode:2015ApJ...804...91R. DOI:10.1088/0004-637X/804/2/91.
8. ↑  Tsiganis، Kleomenis؛ Gomes، Rodney S.؛ Morbidelli، Alessandro؛ Levison، Harold F. (2005). "Origin of the orbital architecture of the giant planets of the Solar System". Nature. ج. 435 ع. 7041: 459–461. Bibcode:2005Natur.435..459T. DOI:10.1038/nature03539. PMID:15917800.
9. ↑  Nesvorný، David (2015). "Evidence for Slow Migration of Neptune from the Inclination Distribution of Kuiper Belt Objects". The Astronomical Journal. ج. 150 ع. 3: 73. arXiv:1504.06021. Bibcode:2015AJ....150...73N. DOI:10.1088/0004-6256/150/3/73.
10. ↑  Roig، Fernando؛ Nesvorný، David (2015). "The Evolution of Asteroids in the Jumping-Jupiter Migration Model". The Astronomical Journal. ج. 150 ع. 6: 186. arXiv:1509.06105. Bibcode:2015AJ....150..186R. DOI:10.1088/0004-6256/150/6/186.
11. ↑  Nesvorny، David؛ Vokrouhlicky، David؛ Roig، Fernando (2016). "The orbital distribution of trans-Neptunian objects beyond 50 au". The Astrophysical Journal. ج. 827 ع. 2: L35. arXiv:1607.08279. Bibcode:2016ApJ...827L..35N. DOI:10.3847/2041-8205/827/2/L35.{{استشهاد بدورية محكمة}}:  صيانة الاستشهاد: دوي مجاني غير معلم (link)
12. ↑  A New Name for an Old Planet: New Scientist: 01.10.2011: 15, https://www.newscientist.com/article/dn20952-missing-planet-explains-solar-systems-structure/ نسخة محفوظة 22 نوفمبر 2020 على موقع واي باك مشين.